# Millennium Palace
El Millennium Palace es un rascacielos residencial de lujo en el Balneário Camboriú, en el estado de Santa Catarina (Brasil). Fue diseñado en estilo postmodernista por el estudio de arquitectura  LDD Arquitetura. Fue hasta mayo de 2018 el edificio más alto del país con 177,3 metros de altura y 46 pisos sobre el suelo. Ese año fue superada por el Órion Business & Health Complex, en construcción en Goiânia.
Ubicado en la Avenida Atlântica, 2670, frente a la playa, en la zona central de la ciudad, abrió sus puertas el 9 de agosto de 2014, siendo casi el doble de altura que los edificios vecinos. Sin embargo, hay otros cinco edificios en construcción en la misma ciudad, con inauguraciones programadas entre 2018 y 2022, que serán aún mayores cuando estén terminadas: la Epic Tower, con 190 metros y 50 pisos sobre rasante, la Infinity Coast con 234,7 metros y 69 pisos, las dos torres del Yachthouse Residence Club con 274 metros y 81 pisos cada una y la One Tower con 280 metros y 70 pisos.

## Galería

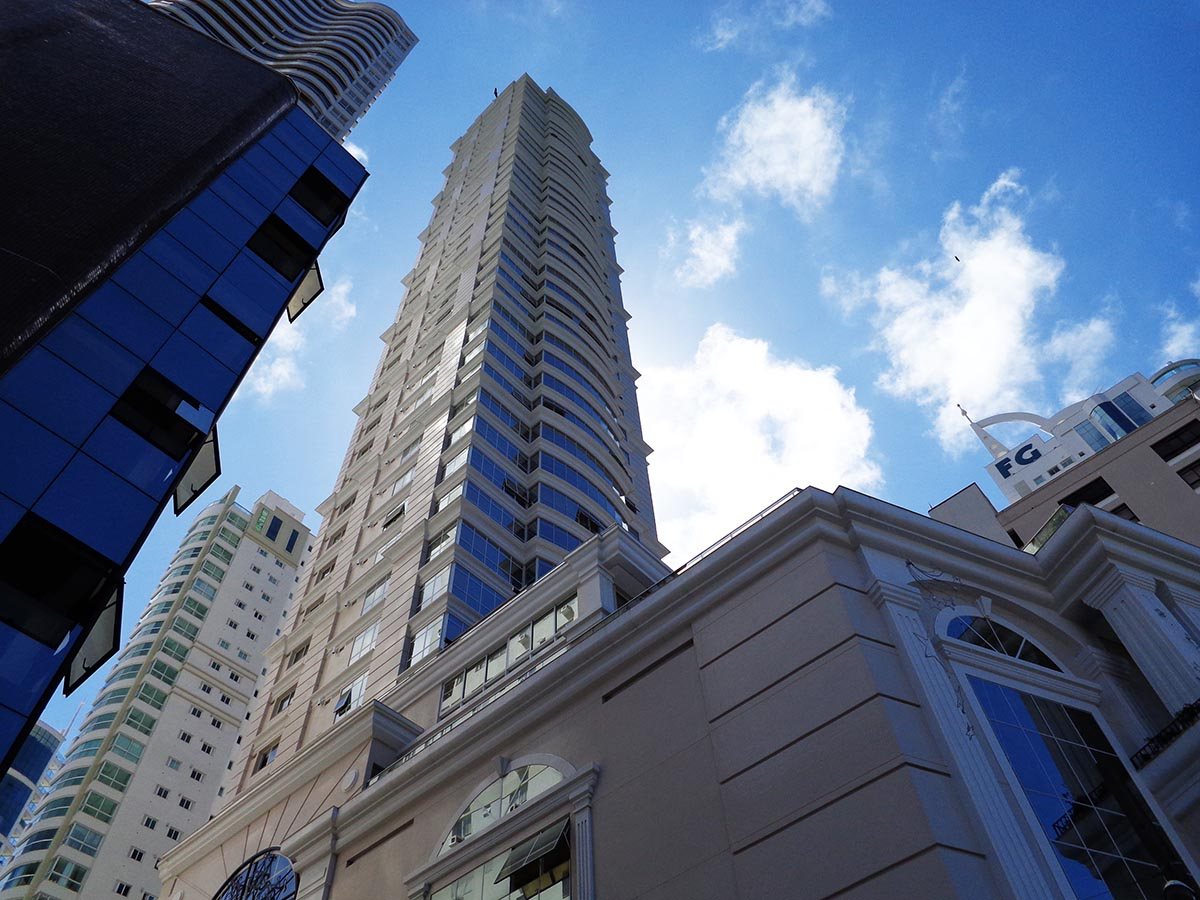
Millennium Palace, visto desde una calle lateral.
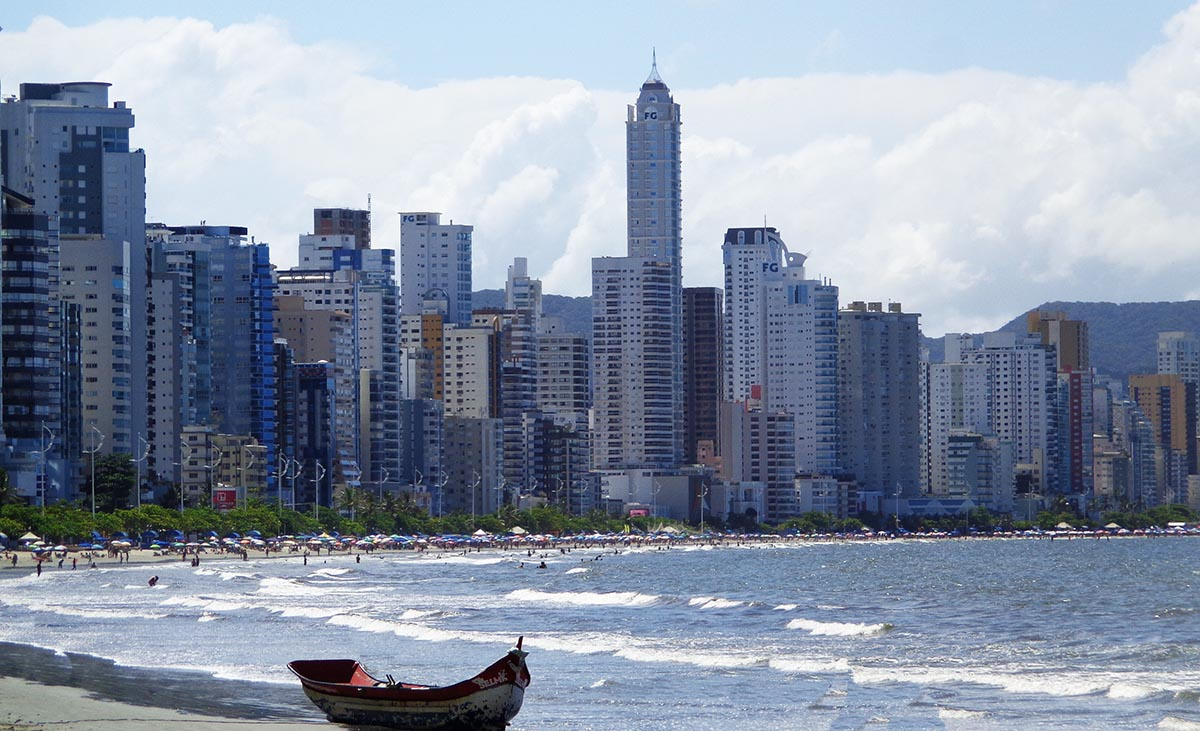
Millennium Palace, visto desde el sur.